# Yvonne Ingdal
Yvonne Ingdal (* 10. Dezember 1939 in Frederiksberg als Yvonne Birgit Ingdal Jensen; † 6. Februar 2022 in Kopenhagen) war eine dänische Schauspielerin.

## Leben
Sie war ausgebildete Schwimm- und Tanzlehrerin und debütierte als Schauspielerin in Studenterscenen. Seitdem trat sie im Fiolteatret, Det Danske Teater, Boldhus Teatret und Folketeatret auf und hat mehrere Platten eingesungen.

## Filmografie (Auswahl)
- 1963: Gudrun
- 1964: Zwei (To)
- 1966: Es war einmal ein Krieg (Der var engang en krig)
- 1967: Das Ende einer großen Liebe (Elvira Madigan)
- 1967: Story of Barbara (Historien om Barbara)
- 1968: In the Green of the Woods (I den grønne skov)
- 1969: Ida Rogalski – Mutter tut was fürs Herz
- 1969: Kys til højre og venstre
- 1970: Love is war
- 1971: Tatort: Kressin stoppt den Nordexpress
- 1973: The Hour of Parting (Afskedens time)